# Yushania chingii
Yushania chingii är en gräsart som beskrevs av Tong Pei Yi. Yushania chingii ingår i släktet yushanior, och familjen gräs. Inga underarter finns listade i Catalogue of Life.